# Zwan
Gli Zwan sono stati un supergruppo pop rock fondato negli ultimi mesi del 2001 da Billy Corgan, cantante e chitarrista degli Smashing Pumpkins, in compagnia di Jimmy Chamberlin (batteria), anche lui membro degli Smashing Pumpkins, David Pajo (chitarra), ex Slint, Tortoise e autore di vari album solisti e Matt Sweeney (chitarra, ex Chavez). Al gruppo si unirà in seguito Paz Lenchantin, ex A Perfect Circle, al basso. Nel 2003 uscirà il loro unico album, Mary Star of the Sea; pochi mesi dopo il gruppo si scioglierà, a causa dei dissidi interni e dello scarso successo commerciale.

## Storia del gruppo

### La formazione e i primi concerti
In seguito allo scioglimento degli Smashing Pumpkins, Chamberlin e Corgan formano il nucleo originario degli Zwan assieme a Matt Sweeney, amico di vecchia data dello stesso Corgan. Raggiunti successivamente da David Pajo, il gruppo debutta dal vivo con un concerto in California, nel novembre del 2001, presentandosi al pubblico con il nome The True Poets of Zwan. Nel dicembre del 2001 continuano la loro attività live con uno show acustico e cambiano il loro nome in Djali Zwan. Paz Lenchantin si unisce al gruppo nella primavera del 2002. Nell'aprile dello stesso anno il gruppo prende definitivamente il nome Zwan. Il gruppo, dopo una lunga serie di concerti in chiave minore in vari club, fa la sua prima grande apparizione al WKQX's Jamboree Festival nel maggio del 2002.

### Il primo disco e lo scioglimento
Mary Star of the Sea è il primo e unico lavoro in studio del gruppo a vedere la luce nel febbraio del 2003. Preceduto dal singolo Honestly, che ha raccolto un discreto successo in Europa e ha raggiunto la diciottesima posizione della classifica italiana. Il singolo è entrato nelle classifiche di numerosi altri Stati, raggiungendo, tra le altre, la sesta posizione in Australia e la decima in Nuova Zelanda. Il lungo tour programmato per l'estate, che li avrebbe visti suonare all'Heineken Jammin' Festival, viene improvvisamente annullato, segno che qualcosa all'interno del gruppo non va. Poco tempo dopo David Pajo inizia un tour solista per il suo progetto Papa M e Paz Lenchantin abbandona formalmente gli Zwan per lavorare con lui. Il 15 settembre 2003, infine, Billy Corgan annuncia in radio lo scioglimento del gruppo, accusando gli altri componenti - principalmente David Pajo e Paz Lenchantin - di averne causato la fine.
(Billy Corgan)

## Formazione
- Billy Corgan - voce e chitarra
- Matt Sweeney - chitarra
- Paz Lenchantin - basso e violino
- David Pajo - chitarra e basso
- Jimmy Chamberlin - batteria

## Discografia

### Album in studio
- 2003 - Mary Star of the Sea

### Singoli
- 2003 - Honestly
- 2003 - Lyric